# أنقليس أسود
أنقليس أسود (الاسم العلمي: Anguilla nigricans) هو نوع من الأسماك يتبع جنس الأنقليس من الفصيلة الأنقليسية.